# Karl Demeter
Karl Demeter (* 17. Januar 1889 in Marktoberdorf; † 2. Januar 1976 in Frankfurt am Main) war ein deutscher Archivar, Historiker und Soziologe. Er wirkte als Leiter der Bundesarchiv-Außenstelle in Frankfurt am Main. Seine Studie über das deutsche Offizierkorps gilt bis heute als Grundlagenwerk.

## Leben
Karl Demeter war Sohn eines Volksschullehrers und dessen Ehefrau. Von 1899 bis 1908 besuchte er das Gymnasium bei St. Stephan in Augsburg. Nach der Reifeprüfung hörte er für ein Jahr am Lyzeum in Augsburg. Ab 1909 studierte er an der Ludwig-Maximilians-Universität München, 1911 wechselte er an die Friedrich-Wilhelms-Universität Berlin (u. a. bei Hans Delbrück). 1914 wurde er bei Gustav Roethe in Berlin mit der Dissertation Studien zur Kurmainzer Kanzleisprache (c. 1400–1550). Ein Beitrag zur Geschichte der neuhochdeutschen Schriftsprache zum Dr. phil. promoviert.
Während des Ersten Weltkriegs arbeitete Demeter von 1916 bis 1918 im Kriegspresseamt in Berlin. 1915 wurde er hauptamtlicher Mitarbeiter der Monumenta Germaniae Historica. 1920 trat er als Volontär in das Preußische Geheime Staatsarchiv ein und wechselte noch im selben Jahr in das Reichsarchiv, wo er als erster Zivilist wissenschaftlicher Mitarbeiter wurde. 1921 wurde er zum Archivrat ernannt. 1933 beauftragte man ihn mit der Leitung der Abteilung Frankfurt des Reichsarchivs Potsdam. Während des Zweiten Weltkriegs war er Honorarmitarbeiter am Arbeitswissenschaftlichen Institut der Deutschen Arbeitsfront. Von 1944 bis 1947 war er außerdem als Referent am Soziographischen Institut in Frankfurt am Main tätig.
1952 erfolgte die Umbenennung des Archivs in Bundesarchiv-Außenstelle Frankfurt. 1954 trat er als Leiter in den Ruhestand. Demeter war darüber hinaus ab 1957 Lehrbeauftragter für Heeresgeschichte und zuletzt Honorarprofessor an der Universität Frankfurt am Main. Er war Mitglied der Frankfurter Historischen Kommission und Wissenschaftlicher Beirat im Vorstand des Frankfurter Vereins für Geschichte und Landeskunde. Sein Nachlass befindet sich in den Beständen des Frankfurter Instituts für Stadtgeschichte.
Karl Demeter gehörte der römisch-katholischen Kirche an, seinen Vater vertrat er als Chorregent.

## Werk
Demeter publizierte zu den Themen Archivwesen, Wirtschafts- und Sozialgeschichte sowie zur preußisch-deutschen Militärgeschichte. Er steuerte auch biographische Beiträge zur Neuen Deutschen Biographie (NDB) bei.
Demeters Hauptwerk ist eine Sozialgeschichte des deutschen Offizierskorps. Mit ihrer Methodik und Fragestellung stellte die 1930 erstmals veröffentlichte Studie zu ihrer Zeit eine Ausnahme in der deutschen Geschichtswissenschaft dar. Die Studie behandelt Themen wie Herkunft, Bildung, Ehrvorstellungen und Auffassungen des Offizierkorps. Und der Autor formuliert auch kritische Fragen. Die Studie, die 1962 neu aufgelegt wurde, gilt als ein Standardwerk der Militärgeschichtsschreibung.
Demeters Darstellung des Reichsarchivs von 1969 thematisiert die antirepublikanischen Tendenzen innerhalb des Archivs vorsichtig kritisch, aber überwiegend apologetisch.

## Schriften (Auswahl)
- Studien zur Kurmainzer Kanzleisprache (c. 1400–1550). Ein Beitrag zur Geschichte der neuhochdeutschen Schriftsprache. Dissertation, Darmstadt, 1916 (erschienen in: Archiv für hessische Geschichte und Altertumskunde, Jg. 1917); archive.org.
- Das deutsche Offizierkorps in seinen historisch-soziologischen Grundlagen. Mit einem Geleitwort von Hermann Mertz von Quirnheim. Reimar Hobbing, Berlin 1930.
  - Neuauflage: Das deutsche Offizierkorps in Gesellschaft und Staat 1650–1945. 4., überarbeitete und erweiterte Auflage. Bernard & Graefe, Frankfurt am Main 1965.
  - Englische Ausgabe: The German Officer-Corps in society and state 1650–1945. Übersetzt von Angus Malcolm und mit einer Einführung versehen von Michael Howard. Praeger, New York u. a. 1965.
- (Hrsg.): Großdeutsche Stimmen 1848/49. Briefe, Tagebuchblätter, Eingaben aus dem Volk. Klostermann, Frankfurt am Main 1939.
- Die Frankfurter Loge zur Einigkeit 1742–1966. Ein Beitrag zur deutschen Geistes- und Sozialgeschichte. Kramer, Frankfurt am Main 1967.
- Das Reichsarchiv. Tatsachen und Personen. Bernard & Graefe, Frankfurt am Main 1969; archive.org.